# Лавалетт, Шарль Жан Мари Феликс
Шарль Жан Мари Феликс де Лавалетт (фр. Charles Jean Marie Félix marquis de la Valette; 25 ноября 1806, Санлис — 2 мая 1881, Париж) — французский дипломат времён второй империи; маркиз.

## Биография
Был послом при Оттоманской Порте (1851—1853 и 1860—1861) и при папском дворе (1861—1863); в 1865 году был назначен министром внутренних дел, в 1867 — министром иностранных дел, в 1869 — послом в Лондон. Был приверженцем мирной политики и старался предупредить разрыв с Пруссией.